# 剛果共和國華人
剛果共和國，有一個較大的華人社區。

## 人口
中國大使館的官方數據顯示，剛果有5000名中國人。然而，剛果學者Edwige Kamitewoko估計中國人的數量在15,000人-25,000人之間。在Marien Ngouabi大學對227名中國移民的調查中，44％的受訪者來自浙江，特別是青田縣和溫州。

## 商業
大多數在剛果共和國的華人也是從事商業，經營商店，餐廳、酒店、藥房、晒相店、醫院。中國公民經營的零售商店販賣各種商品，包括家具，化妝品，服裝，電腦和電子產品，甚至烘焙食品。
幾個中國工程公司作為剛果大型基礎設施項目的承包商在剛果工作，僱用中國建築工人作為整體勞動力的一部分。在2012年3月，在首都布拉柴維爾的一個北京建築工程集團建築工地附近的彈藥庫發生火災，6名中國工人死亡，數十人受傷。